# Waterford (Vermont)
Waterford és una població dels Estats Units a l'estat de Vermont. Segons el cens del 2000 tenia 1.104 habitants.

## Demografia
Segons el cens del 2000, Waterford tenia 1.104 habitants, 424 habitatges, i 340 famílies. La densitat de població era d'11,2 habitants per km².
Dels 424 habitatges en un 32,1% hi vivien nens de menys de 18 anys, en un 71,7% hi vivien parelles casades, en un 5,4% dones solteres, i en un 19,8% no eren unitats familiars. En el 15,8% dels habitatges hi vivien persones soles el 6,1% de les quals corresponia a persones de 65 anys o més que vivien soles. El nombre mitjà de persones vivint en cada habitatge era de 2,6 i el nombre mitjà de persones que vivien en cada família era de 2,88.
Per edats la població es repartia de la següent manera: un 24,6% tenia menys de 18 anys, un 4,3% entre 18 i 24, un 25,7% entre 25 i 44, un 31,4% de 45 a 60 i un 13,9% 65 anys o més.
L'edat mediana era de 42 anys. Per cada 100 dones de 18 o més anys hi havia 100,5 homes.
La renda mediana per habitatge era de 50.197 $ i la renda mediana per família de 52.105 $. Els homes tenien una renda mediana de 32.100 $ mentre que les dones 23.839 $. La renda per capita de la població era de 21.762 $. Entorn del 2,3% de les famílies i el 4,2% de la població estaven per davall del llindar de pobresa.